# Skrotpræmie
Skrotpræmier udbetales i forbindelse med indlevering af en bil hos en autoophugger eller hos andre erhvervsdrivende inden for branchen som tilbyder højere præmier for skrotbiler end autoophuggere. Der kan være forskellige grunde til at man kan få en høj skrotpræmie eller ekstra ordinær service som afhentning af skrottet i forhold til den fastsatte præmie på 1500,-. Forudsætningen er, at bilen er afmeldt efter den 1. juli 2000.